# Carlos Atanes
Carlos Atanes (n. 8 noiembrie 1971, Barcelona, Catalonia, Spania) este un regizor, scriitor și dramaturg spaniol.
Primul său film de lungmetraj finalizat este FAQ: Frequently Asked Questions, pe care le-a lansat în 2004.
Filmul a câștigat premiul pentru cel mai bun lungmetraj la Panorama din Atena a regizorilor independenți în 2005 și a fost, de asemenea, nominalizat la Méliès d'Argent la Fantasporto. acelasi an.
În 2007 este PROXIMA, al doilea largmetraj de știință-ficțiune în Fantasporto și în Festivalul de știință-ficțiune de Londra (Sci-Fi-Londra). PROXIMA, o epopeya spacială caracterizată, printre altele, pentru mentalistul Anthony Blake este o filmare mai ambițioasă despre întrebări frecvente. Festivalul de cinema fantastic de la Tel Aviv, nominalizat la premiul Icoană și în 2008, Asociația Spaniolă de Fantasie, știință Ficțiune și teroare, nominalizarea la premiu Ignotus la cea mai bună film de genero fantastic din 2007. În august 2016 revista a anunțat Nature descoperire de Proxima Centauri b, o planetă în orbita stelei Următoarea Centauri de caracteristici foarte asemănătoare cu cea care apare în film.
Ulterior, Maximum Shame, un coșmar distopic și fetiș, fantastic și muzical, despre sfârșitul lumii, durere și plăcere, extaz și putere, este nominalizat la cel mai bun film la BUT Film Festival din Breda (Olanda), în 2010. În 2012 filmează lungmetrajul său Gallino, The Chicken System.
Ca scriitor a publicat eseu, teatru, film și scenariu narativ. În decembrie 2018, compania editorială Dilatando Mentes publică eseul său Magia del Caos para escépticos, scris cu scopul de a face cunoscută magia haosului în mediul vorbitor spaniol.

## Joacă în premieră ca autor
| 2021 | Rey de Marte - (Dir. Juan José Afonso)                                                 |
| 2021 | Báthory - (Dir. Marta Timón)                                                           |
| 2019 | Antimateria - (Dir. Juan José Afonso)                                                  |
| 2018 | La línea del horizonte - (Dir. Joaquín Hinojosa)                                       |
| 2015 | Un genio olvidado (Un rato en la vida de Charles Howard Hinton) - (Dir. Carlos Atanes) |
| 2014 | La quinta estación del p. Vivaldi - (Dir. Marta Timón)                                 |
| 2014 | Los ciclos atánicos - (Dir. Carlos Atanes)                                             |
| 2013 | El triunfo de la mediocridad - (Dir. Carlos Atanes)                                    |
| 2013 | Secretitos - (Dir. Carlos Atanes)                                                      |
| 2011 | El hombre de la pistola de nata - (Dir. Juan José Afonso)                              |
| 2011 | La cobra en la cesta de mimbre - (Dir. Carlos Atanes)                                  |

## Lungmetraje
| 2024 | Alter Ego Film Project (fragment Autofocus) |
| 2012 | Gallino, the Chicken System                 |
| 2010 | Maximum Shame                               |
| 2007 | PROXIMA                                     |
| 2004 | FAQ: Frequently Asked Questions             |
| 2003 | Perdurabo (Where is Aleister Crowley?)      |

## Opera literară
- 2024 - Perplejidad (Aleister Crowley en la Boca del Infierno) (ISBN 978-84-128410-7-7)
- 2024 - Antimateria (ISBN 978-84-10060-21-0)
- 2024 - Querida - The Sufferings and Self Empowerment of A Doll (ISBN 978-3-9826372-1-1)
- 2022 - Querida - A Doll's Tale of Misery and Liberation (mai mulți autori, ediție limitată, carte ilustrată a artistului Jan van Rijn)
- 2022 - Monstruos (ISBN 978-84-18941-61-0) (mai mulți autori)
- 2021 - Filmar los sueños (ISBN 978-84-123896-8-5)
- 2021 - La invasión de los ultracuerpos, de Philip Kaufman (ISBN 978-8412049374) (mai mulți autori)
- 2020 - Cine que hoy no se podría rodar (ISBN 978-8412271607) (mai mulți autori)
- 2020 - Eyes Wide Shut (ISBN 978-8412187465) (mai mulți autori)
- 2020 - Space Fiction: Visiones de lo cósmico en la ciencia ficción (ISBN 978-8412049664) (mai mulți autori)
- 2019 - De Arrebato a Zulueta (ISBN 978-8412049312) (mai mulți autori)
- 2018 - Magia del Caos para escépticos (ISBN 978-8494911347)
- 2018 - Demos lo que sobre a los perros (ISBN 978-1721253517)
- 2017 - Un genio olvidado (Un rato en la vida de Charles Howard Hinton) (ISBN 978-1546636892)
- 2016 - In the Woods & on the Heath (mai mulți autori, ediție limitată, carte ilustrată a artistului Jan van Rijn)
- 2013 - Aleister Crowley en la boca del infierno (ISBN 1483946649)
- 2010 - La Bestia en la pantalla. Aleister Crowley y el cine fantástico  (ISBN 978-84-89668-84-1) (mai mulți autori)
- 2007 - Los trabajos del director (ISBN 978-1434818706)
- 2003 - El hombre de la pistola de nata (ISBN 978-1434819031)
- 2002 - Confutatis Maledictis (ISBN 978-1434819017)
- 2002 - La cobra en la cesta de mimbre (ISBN 978-1434819024)
- 2001 - Combustión espontánea de un jurado (ISBN 978-1475241488)

## Legături externe
- Site web oficial
- Carlos Atanes la Internet Movie Database